# Powstanie Tainów
Powstanie Tainów – konflikt zbrojny w latach 1511–1513, wywołany przez miejscowe plemiona Tainów na wyspie San Juan Bautista przeciwko dominacji i uciskowi ze strony Kastylijskich konkwistadorów.

## Przyczyny
Tainowie zetknęli się z Europejczykami już w 1493 r., podczas drugiej wyprawy Krzysztofa Kolumba na Zachód. Do roku 1508 relacje pomiędzy nimi układały się jednak pokojowo. Indianie wzięli bowiem białych ludzi za zapowiadanych bogów, mających właśnie wówczas przybyć. Dopiero przypłynięcie konkwistadora Juana Ponce de Leóna, ogarniętego żądzą zdobycia złota, spowodowało konflikt. Do świeżo otwieranych kopalń de León zaczął wysyłać lokalnych Indian i pierwszych niewolników z Afryki. Sytuację pogarszały coraz częstsze gwałty na indiańskich kobietach, które popełniały samobójstwa nie chcąc rodzić dzieci najeźdźców. Gdy w 1510 zmarł ówczesny "wielki kacyk" Agüeybaná, sytuacja stała się krytyczna, gdyż jego siostrzeniec i następca Agüeybaná II, postanowił podać w wątpliwość boskość Kastylijczyków.

## Powstanie
Któregoś dnia Agüeybaná II wraz z kacykiem Añasco – Urayoánem – zwabił podstępem nad jezioro żołnierza Diego Salcedo, którego następnie utopili. Upewniwszy się, że faktycznie zginął, kacykowie ogłosili swoim plemionom, że Kastylijczycy nie są bogami. Agüeybaná II spotkał się wówczas z kilkoma innymi kacykami, m.in. kacykiem Guarionexem z wodzostwa Maguá na Hispanioli. Zdecydowano wówczas o powszechnym powstaniu. Guarionex ruszył jako pierwszy: jego wojownicy zaatakowali i spalili wioskę, w której miał obóz jeden z dowódców konkwistadorów – Cristobal de Sotomayor. W wyniku ataku zginęło 80 Kastylijczyków, a sam de Sotomayor został poważnie ranny. Było to jedyne zwycięstwo Tainów, ale zaowocowało energicznym rozrostem powstania.
W tej sytuacji Juan Ponce de León poprowadził kilka wypraw odwetowych przeciwko Tainom. Ich kulminacją była bitwa pod Yaguecas (ob. okolice miast Mayagüez i Añasco). Siły kastylijskie, ok. 500 ludzi, rozbiły wówczas armię indiańską, a sam Agüeybaná II poległ od kuli z arkebuza. Ponieważ już wcześnie pojmano Guarionexa, powstanie praktycznie upadło. Ostatnim jego akcentem był najazd i zniszczenie przez kacyka Urayoána miejscowości Caparra w 1513, na co ośmielono się po wyjeździe na Florydę Ponce de Leona.
Jednak nieliczne grupy Indian wycofały się w niedostępne rejony wyspy i tam prowadziły walkę partyzancką aż do 1519. Część zbuntowanych Tainów zdecydowała się także popłynąć na Małe Antyle i tam związać się sojuszem ze swoimi tradycyjnymi wrogami – Karaibami.

## Skutki
Klęska powstańców spowodowała ponowne skierowanie Indian do pracy w kopalniach, które jednak w 1519 zamknięto z powodu wyczerpania się złóż. Nastąpiła jednak wówczas największa dla Tainów katastrofa – epidemia ospy, która niemal całkowicie wybiła populację Tainów.